# Rényi Kázmér
Rényi Kázmér, teljes nevén Rényi Kázmér Lajos (Aranyosmarót, 1921. március 31. – Budapest, 1969. június 5.) orvos-őrnagy, belgyógyász.

## Élete
Rényi Jenő és Rezsucha Olga fiaként született. Felsőfokú tanulmányait 1939 és 1943 között Pozsonyban, 1943 és 1945 között a Bécsi Egyetemen végezte, majd a bécsi Jüdisches Krankenhaus-ban kezdi pályafutását, ahol a Soá túlélőit kezeli. 1946-ban települ át Budapestre, nagybátyja, Rényi Károly, családjához, és különböző kórházaknál alorvosi beosztásban dolgozik. Oklevelét 1949. november 11-én honosítja a budapesti Pázmány Péter Tudományegyetemen. 1949-ben belgyógyász szakorvosi képesítést szerez, ugyanakkor ápolja a görög polgárháború fedőnév alatt élő menekültjeit Budapesten, együtt Gimesné Hajdú Lili –vel, és a hatékonyabb kezelés céljából megtanul újgörögül is.
1950-ben kerül a Magyar Néphadsereghez. 1952-ig a Pécsi Honvédkórház belgyógyászati osztályát vezeti, 1952-től a Központi Katonai Kórház főorvosa volt. Gyakorlati orvosi tapasztalatait folyamatosan osztja meg cikkeivel, elsősorban az Orvosi Hetilap hasábjain. Szerepel orvoskongresszusokon is, 1966-ban Vichyben képviseli a magyar traumatológia szineit belgyógyászi vonatkozásban. Három anyanyelvén (magyar, szlovák, német) kivül felsőfokú francia, angol és újgörög nyelvismerettel rendelkezett, kitünő pianista volt és egyetemi szinten foglalkozott a filozófiával is.
A Széchenyi-hegyi adótoronynál halt meg ismeretlen mérgezés következtében.
Hazai és külföldi szaklapokban mintegy 30 dolgozata jelent meg.

## Művei
- Distomiasis hepatis. Balázs Tamással. (Orvosi Hetilap, 1950, 53.)
- Aneurysma dissecans aortae élőben kórismézett esete. Wittmann Istvánnal, Pázmány Józseffel. (Orvosi Hetilap, 1955, 1.)
- Rheumás láz ACTH kezelése. (Orvosi Hetilap, 1956, 19.)
- Hypergonadotrop eunuchoidismus (Klinefelter-syndroma). Indra Ottóval. (1956, 20.)
- Az aneurysma dissecans pathológiája, klinikuma és kezelésére irányuló újabb kísérletek. Kertész Edittel. (Orvosi Hetilap, 1958, 46.)
- Spontán pneumothorax és mediastinalis emphysema. Forrai Jenővel, Záborszky Zoltánnal. (Honvédorvos, 1959, 1.)
- Adatok a postpleuritises tuberkulotikus manifesztációk gyakoriságához és prophylaktikus gátlószeres befolyásolhatóságához. Btage Zsuzsával, Kertész Edittel és Trencséni Tiborral. (Orvosi Hetilap, 1959, 13.)
- A közti coronaria syndromáról. Németh Gyulával. (Orvosi Hetilap, 1959, 36.)
- A sulfonamid-kezelés javallatának kérdései, különös tekintettel a tartósított készítményekre. (Orvosi Hetilap, 1960, 27.)
- Mellkasi katasztrófák. – Belgyógyászati konzílium műtött betegen. (Honvédorvos, 1961, 1.)
- Mellkasi katasztrófák II. (Honvédorvos, 1961, 2.)
- A parietalis endocardium megvastagodásával járó kórképek. Liszkai Lászlóval. (Orvosi Hetilap, 1961, 7.)
- Rheumás lázas betegek utánvizsgálata. Btage Zsuzsannával, Kertész Edittel, Szabolcsi Lászlóval és Trencséni Tiborral. (Orvosi Hetilap, 1962, 49.)
- Az égés pathophysiologiája. (Orvosi Hetilap, 1963, 2.)
- Hasi műtötték belgyógyászati ellátása. (Orvosi Hetilap, 1964, 1.)
- A csípőtáji törések belgyógyászati vonatkozásai. (Orvosi Hetilap, 1965, 29.)
- A Scheuermann-kór szerepe a fiatalkori hátfájásokban. Tanai Jánossal, Forrai Jenővel. (Honvédorvos, 1966, 1.)